# Kira Kirillovna van Rusland
Kira Kirillovna van Rusland (Russisch: Кира Кирилловна Романова) (Parijs, 9 mei 1909 – Saint-Briac-sur-Mer, 8 september 1967) was een Russische grootvorstin uit het Huis Romanov.
Zij was het tweede kind van grootvorst Kirill de zoon van Marie van Mecklenburg-Schwerin en Vladimir Aleksandrovitsj Romanov, het vierde kind van tsaar Alexander II, en diens vrouw Victoria Fjodorovna, een kleindochter van de Britse koningin Victoria.
Kira, genoemd naar haar vader, werd in Parijs geboren. Haar ouders leefden daar in ballingschap omdat de Russische tsaar Nicolaas II het huwelijk van Cyril en Victoria had afgekeurd, aangezien hijzelf getrouwd was met Alexandra van Hessen-Darmstadt, een zuster van de man die Victoria even daarvoor had verlaten om met Cyril te kunnen trouwen. Niet veel later kwamen haar ouders weer in de gunst, en verhuisde het gezin terug naar Rusland.
Na de Russische Revolutie, vluchtte het gezin naar Finland. Daar werd haar jongere broertje Vladimir geboren. Men wachtte een jaar of het communisme misschien zou falen, maar toen het zich definitief in Rusland gevestigd leek te hebben, verliet het gezin Finland, om zich in het Franse Saint-Briac-sur-Mer te vestigen. Het duurde even voor Kira een geschikte huwelijkskandidaat gevonden had. Aanvankelijk liet ze haar oog vallen op prins Alfons (een zoon van koning Alfons XIII van Spanje), maar die trouwde morganatisch met een Cubaanse burgervrouw. Ook was er een Roemeense aristocraat die even in beeld was, maar de Roemeense koning Carol II, een neef van Kira, weigerde toestemming te verlenen.
Ze trouwde uiteindelijk, in 1938, met prins Louis Ferdinand van Pruisen, de tweede zoon van de laatste Duitse kroonprins Wilhelm en Cecilie van Mecklenburg-Schwerin. Het huwelijk werd voltrokken in Huis Doorn, de residentie van de grootvader van de bruidegom, ex-keizer Wilhelm II van Duitsland.

Het paar kreeg zeven kinderen:
- Friedrich Wilhelm (1939–2015)
- Michael (1940–2014)
- Marie-Cécile (28 mei 1942)
- Kira (1943–2004)
- Louis Ferdinand (1944–1977)
- Christian-Sigismund (14 maart 1946)
- Xenia (1949–1992)

Na de Tweede Wereldoorlog getuigde Kira in de zaak Anna Anderson, de vrouw die beweerde Anastasia, een dochter van Nicolaas II, te zijn. Kira meende dat Anderson onmogelijk Anastasia kon zijn.
Kira overleed, tijdens een verblijf bij haar broer, aan de gevolgen van een hartaanval te Saint-Briac-sur-Mer.